# Gonocephalum rusticum
Gonocephalum rusticum es una especie de escarabajo del género Gonocephalum, tribu Opatrini, familia Tenebrionidae. Fue descrita científicamente por Olivier en 1811.

## Descripción
Mide 9,7 milímetros de longitud.

## Distribución
Se distribuye por Portugal, España, Francia, Grecia, Países Bajos, Israel, Italia, Turquía, Uzbekistán, Afganistán, Chipre, Yibuti, Argelia, Kazajistán, Marruecos, Mozambique, Siria y Túnez.